# Squadre di ginnastica ritmica ai Giochi della XXVIII Olimpiade
Di seguito l'elenco delle ginnaste convocate per i Giochi della XXVIII Olimpiade.

## Formazioni
| Bielorussia           |                  |
| Ginnasta              | Data di nascita  |
| Natal'ja Aleksandrova | 8 agosto 1984    |
| Enija Burlo           | 29 maggio 1988   |
| Hlafira Marcinovič    | 4 febbraio 1989  |
| Zlatislava Nerses'jan | 31 luglio 1984   |
| Halina Nikandrova     | 9 settembre 1987 |
| Marija Poplyko        | 15 gennaio 1986  |

| Brasile             |                  |
| Ginnasta            | Data di nascita  |
| Larissa Barata      | 31 marzo 1987    |
| Dayane Camilo       | 15 dicembre 1977 |
| Fernanda Cavalieri  | 28 agosto 1985   |
| Ana Maria Maciel    | 18 novembre 1987 |
| Tayanne Mantovaneli | 14 febbraio 1987 |
| Jennifer Oliveira   | 16 marzo 1989    |

| Bulgaria           |                  |
| Ginnasta           | Data di nascita  |
| Žaneta Ilieva      | 3 ottobre 1984   |
| Eleonora Kežova    | 28 dicembre 1985 |
| Zornica Marinova   | 6 gennaio 1987   |
| Kristina Rangelova | 24 gennaio 1985  |
| Galina Tančeva     | 18 maggio 1987   |
| Vladislava Tančeva | 18 maggio 1987   |

| Cina        |                  |
| Ginnasta    | Data di nascita  |
| Dai Yongjun | 10 dicembre 1984 |
| Hu Mei      | 9 aprile 1987    |
| Li Jia      | 14 aprile 1983   |
| Lu Yingna   | 14 agosto 1984   |
| Lü Yuanyang | 22 giugno 1983   |
| Zhang Shuo  | 5 gennaio 1984   |

| Grecia                 |                  |
| Ginnasta               | Data di nascita  |
| Liana Christidou       | 5 gennaio 1987   |
| Elenī Chronopoulou     | 19 novembre 1988 |
| Īlektra-Elli Euthymiou | 24 giugno 1989   |
| Maria Kakiou           | 29 gennaio 1989  |
| Varvara Magnīsalī      | 10 luglio 1986   |
| Sterianī Pantazī       | 27 ottobre 1987  |

| Italia             |                   |
| Ginnasta           | Data di nascita   |
| Elisa Blanchi      | 13 ottobre 1987   |
| Fabrizia D'Ottavio | 3 febbraio 1985   |
| Marinella Falca    | 1º maggio 1986    |
| Daniela Masseroni  | 28 febbraio 1985  |
| Elisa Santoni      | 10 dicembre 1987  |
| Laura Vernizzi     | 12 settembre 1985 |

| Polonia                |                  |
| Ginnasta               | Data di nascita  |
| Justyna Banasiak       | 2 maggio 1986    |
| Martyna Dąbkowska      | 25 maggio 1989   |
| Małgorzata Ławrynowicz | 15 dicembre 1988 |
| Anna Mrozińska         | 25 novembre 1985 |
| Alexandra Wójcik       | 5 marzo 1985     |
| Alexandra Zawistowska  | 19 novembre 1983 |

| Russia             |                  |
| Ginnasta           | Data di nascita  |
| Olesja Belugina    | 2 gennaio 1984   |
| Ol'ga Glackich     | 13 febbraio 1989 |
| Tat'jana Kurbakova | 7 agosto 1986    |
| Natal'ja Lavrova   | 4 agosto 1984    |
| Elena Murzina      | 15 giugno 1984   |
| Elena Posevina     | 13 febbraio 1986 |

| Spagna             |                 |
| Ginnasta           | Data di nascita |
| Sonia Abejón       | 1º agosto 1985  |
| Barbara González   | 15 gennaio 1985 |
| Marta Linares      | 31 gennaio 1986 |
| Isabel Pagán       | 24 luglio 1986  |
| Carolina Rodríguez | 24 maggio 1986  |
| Nuria Velasco      | 2 marzo 1985    |

| Ucraina            |                 |
| Ginnasta           | Data di nascita |
| Marija Bila        | 4 gennaio 1987  |
| Julija Černova     | 2 marzo 1986    |
| Olena Dzjubčuk     | 19 maggio 1985  |
| Jelizaveta Karabaš | 21 giugno 1985  |
| Inha Kožochina     | 26 gennaio 1987 |
| Oksana Paslas'     | 6 febbraio 1986 |